# Л. Толстой и Достоевский
«Л. Толстой и Достоевский» — монография Д. С. Мережковского, часто именуемая литературно-критическим эссе, исследовавшая сопоставление творчества и мировоззрения Льва Толстого и Фёдора Достоевского. Публиковалась с 1900 по 1902 год в журнале С. П. Дягилева «Мир искусства». Впоследствии неоднократно выходила отдельными изданиями и публиковалась в собраниях сочинений Д. С. Мережковского. Над своим исследованием автор работал с 1898 по 1902 год, а его публикация совпала с Определением Святейшего Синода № 557 о графе Льве Толстом, вызвала широкий общественный резонанс.
«Л. Толстой и Достоевский» считается наиболее значительным произведением Мережковского в жанре литературного исследования. Работа отчасти была посвящена путям становления всей русской литературы и отражала эволюцию мировоззрения автора. В идейную основу эссе легла дилемма о христианстве и язычестве. Как отмечал о. Александр Мень, язычником здесь представал «тайновидец плоти» Лев Толстой, которому противостоял «тайновидец духа» Фёдор Достоевский. В своём исследовании Мережковский продолжил поиск синтеза между Ветхим Заветом (говорившим о плоти) и Новым Заветом (говорившим о духе).
Д. С. Мережковский не был первым автором, подвергнувшим анализу творчество Л. Н. Толстого. В 1856 году Н. Г. Чернышевский написал статью «Детство и отрочество. Военные рассказы графа Л. Н. Толстого», а Д. И. Писарев выступил с критическими статьями «Промахи незрелой мысли» о повестях «Детство», «Отрочество», «Юность» и «Старое барство» о романе «Война и мир». Оценку творчества Л. Толстого давали также Некрасов, Салтыков-Щедрин, Михайловский, Горький, Вересаев и другие современники писателя. Однако исследование Мережковского многими впоследствии было признано наиболее подробным и обстоятельным.

## Предыстория
К началу XX века Д. С. Мережковской всерьёз занялся осмыслением вопросов, связанных с христианством и соборной церковью. Г. Адамович в статье «Мережковский» вспоминал, что «если разговор был действительно оживлен, если было в нём напряжение, рано или поздно сбивался он на единую, постоянную тему Мережковского — на смысл и значение Евангелия. Пока слово это не было произнесено, спор оставался поверхностным, и собеседники чувствовали, что играют в прятки». Спроецировав ход своих философских исканий на историю русской литературы, Мережковский решил выразить их, противопоставив двух её классиков.
Между тем, после того, как 23 февраля 1901 года вышло «Определение Святейшего Синода за № 557 с посланием верным чадам Православной Греко-Российской Церкви о графе Льве Толстом», развернулся ожесточённый конфликт Л.Толстого с церковью. Сочувствие российской интеллигенции в целом было на стороне писателя. Пресса печатала фельетоны и пасквили, направленные против Синода, карикатуры на Победоносцева.
«Его имя было у всех на устах, все взоры были обращены на Ясную
Поляну; присутствие Льва Толстого чувствовалось в духовной жизни страны
ежеминутно», — вспоминал П. П. Перцов. «Два царя у нас: Николай II и Лев Толстой. Кто из них сильнее? Николай II ничего не может сделать с Толстым, не может поколебать его трон, тогда как Толстой, несомненно, колеблет трон Николая и его династии», — писал А. С. Суворин.
После ухудшения состояния здоровья Толстого по адресу «Торквемады»-Победоносцева, в радикальной студенческой среде произносились вполне определённые угрозы. «Теперь в Москве головы помутились у студентов по случаю ожидаемой смерти Толстого. В таких обстоятельствах благоразумие требует не быть мне в Москве, где укрыться невозможно», — писал Победоносцев.
Д. С. Мережковский вполне определённо высказал поддержку позиции церкви, хоть и отметил в письме председателю Неофилологического общества А. Н. Веселовскому: «Мое отношение к Толстому, хотя и совершенно цензурное, но не враждебное, а скорее сочувственное».

## Содержание
Основную идею эссе автор сформулировал в предисловии к полному собранию сочинений. Книга, по его словам, была посвящена борьбе двух начал в русской литературе, противодействию двух правд — Божеской и Человеческой. Преемником «земного начала, человеческой правды» в русской
литературе Мережковский считает Л. Толстого, а носителем духовного начала, правды Божеской — Ф. Достоевского. Сравнивая писателей, Мережковский видит истоки их творчества в А. С. Пушкине: «Он <Л. Т.> и Достоевский близки и противоположны друг другу, как две главные, самые могучие ветви одного дерева, расходящиеся в противоположные стороны своими вершинами, сросшиеся в одном стволе своими основаниями».
Четыре из семи глав этой части книги содержат в себе оценку Толстого-художника, в них Мережковский дает развернутую концепцию творчества писателя. Главный художественный прием Толстого Мережковский определяет как переход «от видимого — к невидимому, от внешнего — к внутреннему, от телесного — к духовному» или, по крайней мере, «душевному».
Автор считал, что лишь раскрывая «тайны плоти», Толстой приближается к познанию «тайны духа». Достоевский, напротив, движется от внутреннего к внешнему, от духовного к телесному. В качестве обоснования своего тезиса Мережковский развивал мысль о том, что Л. Толстой предлагает читателю массу художественных подробностей, с их помощью раскрывая внутреннюю суть героев. Портреты Достоевского выглядят схематичными, но обретают в читательском воображении жизнь благодаря духовному наполнению.
Мережковский категорично рассматривал отношение Толстого к природе, считая его «двойственным» (для Толстого-христианина она есть «нечто темное, злое, звериное, или даже бесовское…», с точки зрения его бессознательной
языческой стихии «человек сливается с природой, исчезает в ней, как капля в море»)
Исследуя «тайну действия» в произведениях Толстого, Мережковский отмечает, что автор замечает умение «незаметное, слишком обыкновенное», представить необычным Автор считает, что Л. Толстой первым сделал открытие, которое ускользало от внимания других писателей — «то, что улыбка отражается не только на лице, но и в звуке голоса, что голос так же, как лицо, может быть улыбающимся».
Другой сильной стороной Толстого Мережковский считает его необыкновенную способность к перевоплощению, умение чувствовать то, что они чувствуют «соответственно их личности, полу, возрасту, воспитанию, сословию…». «Чувственный опыт его столь неисчерпаем, как будто он
прожил сотни жизней в различных телах людей и животных», — пишет автор эссе. Из большого «чувственного опыта» Толстого (по Мережковскому) вытекает его необыкновенная способность изображать «ту сторону плоти, которая обращена к духу, и ту сторону духа, которая обращена к плоти — таинственной области, где совершается борьба между Зверем и Богом в человеке».

### Доклад «Отношение Льва Толстого к христианству»
Поначалу к автору эссе высказывались «эстетические» претензии. Скоро они уступили место претензиям «общественно-идеологическим». Это произошло после того, как 6 февраля 1901 года (незадолго до выхода «Определения») Мережковский прочел доклад «Отношение Льва Толстого к христианству» в Философском обществе при Петербургском университете. Доклад, состоявшийся в зале Совета Петербургского университета, вызвал бурные прения, затянувшиеся за полночь. В интеллигентской среде, как отмечает Ю. В. Зобнин, Мережковский явно «шел против течения, это было сразу усвоено и вызвало немедленную негативную реакцию», а в нюансы его критики «религии Толстого» никто не вникал.
Сразу же после доклада Мережковского «Отношение Льва Толстого к христианству» в печати появилась гневная отповедь народнического публициста М. А. Протопопова: «Скверное впечатление производит этот реферат. Можно любить и не любить Толстого, можно соглашаться с ним и не соглашаться, но разделывать Толстого „под орех“… это уж… напоминает басню о слоне и моське…», — писал он. Протопопов при этом давал Мережковскому следующую характеристику:

Родился г. Мережковский всего 35 лет назад. Окончив историко-филологический курс, г. Мережковский быстро попадает в «хорошее общество» — печатает свои стихи в «Вестнике Европы» и др. хороших журналах. За оригинальными и переводными стихами следуют критические статьи и исторические романы. Из подражателя Надсона г. Мережковский делается народником, потом символистом, наконец — почитателем «чистой красоты» и ницшеанцем, а в самое последнее время, по-видимому, и ницшеанству дает отставку… С. А. Венгеров характеризует г. Мережковского как человека, особенно склонного «вдохновляться книжными настроениями»: «Что ему книга последняя скажет, То на душе его сверху и ляжет…» Таков разделыватель под орех Толстого. — «Одесские новости». 1901. № 5241
Против Мережковского в либеральной прессе была развернута (как пишет Ю. Зобнин) «настоящая травля, с личными оскорблениями и нелепыми, но эффектными историческими параллелями»; например доклад Мережковского был назван призывом к «Варфоломеевской ночи» («Восточное обозрение»1901. № 85). Протестуя, Мережковский разослал в редакции столичных газет письмо, в котором указывал на недопустимое давление, оказываемое на него, — на «гнет общественного мнения». Письмо лишь вызвало новую волну издевательств: «В одном из рассказов Гаршина выводится ящерица, которой отдавили хвост „за её убеждения“. Г. Мережковский с его протестом очень похож на эту ящерицу, с той лишь разницей, что „хвост“ г. Мережковского целехонек: на целость его никто даже не посягает», — писала газета «Новости» (1901. № 149).

## Отзывы критиков
Трактат «Лев Толстой и Достоевский», в течение года публиковавшийся на страницах «Мира искусства», уже после выхода первых частей вызывал стойкое раздражение в «консервативных» кругах читателей, считавших взгляды Мережковского на русскую классику недопустимо «вольными».

В «Мире искусства» тянется бесконечная «критическая» статья г. Мережковского о Льве Толстом и Достоевском, которая, как и все критические статьи г. Мережковского, представляет собой характерную кашу, состоящую из меда и дегтя. На этот раз г. Мережковский, впрочем, превзошел самого себя. Говоря об «Анне Карениной», г. Мережковский пытается определить место героине этого романа в ряду других созданий Толстого, для чего и сравнивает Анну Каренину с… лошадью Вронского «Фру-Фру»… Хорошо пишут в «Мире искусства»!— Северный курьер. 1900. № 299
Одним из немногих современников, высоко оценивших труд Мережковского о Толстом и Достоевском, был В. В. Розанов. Он считал, что «перед нами… совершенно новое явление в нашей критике: критика объективная взамен субъективной, разбор писателя, а не исповедание себя» Розанов писал:

Мережковский бросился грудью на Толстого, как эллин на варвара, с чистосердечной искренностью и большой художественной силой. Он вцепился в «не-делание», «не-женитьбу», мнимое «воскресение» и всяческую скуку и сушь Толстого последних лет"… С этой точки зрения, но именно эллински-светлой, он вцепился в мрачно-скопческие, вечно ограничительные, везде отрицательные, нимало не творческие, не брызжущие жизнью, пустые и не рождающие движения Толстого последних лет.— В. Розанов. Во дворе язычников. Часть IV
Н. А. Бердяев, давая в целом высокую оценку качеству работы Мережковского, в статье «Новое христианство» тем не менее отмечал, что автор «никогда не понимал до конца и не ценил по-настоящему» Л.Толстого.
Зинаида Гиппиус в книге «Дмитрий Мережковский» иначе объясняла смысл противопоставления, положенного автором в основу своего исследования: «Конечно, Достоевский должен был быть и был ближе ему <Мережковскому>, нежели Л. Толстой. Поэтому, вероятно, он и перегнул немного в его сторону и сказал кое-что несправедливое насчет Толстого».
Г. Адамович писал, что книга Мережковского «Л. Толстой и Достоевский» «имела огромное значение, не исчерпанное ещё и до сих пор». Признавая её некоторую схематичность («особенно в части, касающейся Толстого»), он отмечал, что в ней был дан «новый углубленный взгляд на „Войну и мир“ и „Братьев Карамазовых“, взгляд, который позднее был распространен и разработан повсюду. Многие наши критики, да и вообще писатели, не вполне отдают себе отчет, в какой мере они обязаны Мережковскому тем, что кажется им их собственностью».
Как отмечал Ю. В. Зобнин, до работ Мережковского литературный критик обычно «присваивал» тексту разбираемого автора некоторое «значение», опираясь на биографические документы, позволявщие сформулировать «взгляды писателя», и видел в его произведениях (точнее — в их «идеологически значимых» фрагментах) точно такие же «биографические свидетельства». Мережковский впервые обратился к тексту как таковому, пытаясь извлечь его «значение» из элементов его эстетической структуры. В сущности, Мережковским в этом эссе «…впервые в истории отечественного литературоведения были применены герменевтические методы», — заключает автор биографии писателя.
Многие произведения Мережковского-интерпретатора (и прежде всего такие вершинные его достижения, как книга «Вечные спутники», исследование «Л. Толстой и Достоевский», работа о Гоголе) воспринимались[кем?] как ярчайшие литературные события; книга о Толстом и Достоевском, высоко оцененная уже в момент своего появления и «близкими», и относительно «далекими», впоследствии не раз, несмотря на множество и принципиальных, и частных несогласий, оценивалась как этапная для эволюции русской критики и литературоведения.

## Издания
- Мережковский Д. С. Л. Толстой и Достоевский / Отв. ред. А. Л. Гришунин; изд. подг. Е. А. Андрущенко. — Научное издание. — М. : Наука, 2000. — 589 с. — (Литературные памятники). — 1650 экз. — ISBN 5-02-011599-1.